# Tarin Kut
Tarin Kut ist die Hauptstadt der südafghanischen Provinz Uruzgan sowie der Name des umliegenden Bezirks.
Die Fläche beträgt 1.974 Quadratkilometer und die Einwohnerzahl des Bezirks 120.560 (Stand: 2022). Der Bezirk hatte 2006 eine Bevölkerung von 110.000 Bewohnern.
Durch die Stadt Tarin Kut fließt der aus Nordosten kommende Fluss Chor (auch Darwishan) (aus dem Bezirk Chora) in den aus dem Osten kommenden Fluss Tīrī Rūd (auch Teri oder Tarin) (aus dem Bezirk Khas Uruzgan), der wiederum bei Dihrawud in den Hilmend mündet. Die beiden Flüsse Chor und Tīrī Rūd durchfließen breite und bewohnte Täler. Die beiden Flüsse werden zusätzlich durch weitere aus den angrenzenden Bergen kommende Bäche gespeist.
Es gibt eine Straße von Tarin Kut nach Kandahar.

## Geschichte
Am 28. Juli 2011 griffen die Taliban in einem koordinierten Angriff den Amtssitz des Gouverneurs, das Hauptquartier der Polizei, die Zentrale eines örtlichen Fernsehsenders, der Geburtsstation eines Krankenhauses und verschiedene andere Gebäude an. Selbstmordattentäter zündeten Behördenangaben zufolge fast zeitgleich drei Autobomben. Daraufhin folgten schwere Gefechte. Insgesamt kamen dabei mindestens 22 Menschen ums Leben. Darunter waren auch zwölf Kinder. Die ISAF teilte mit, dass sie die Regierungstruppen mit Kampfhelikoptern und Bodentruppen unterstützten.
Die australischen Streitkräfte hatten hier 2002–14 eine Basis für 1000–1550 Mann ihrer, im Laufe der Jahre insgesamt 38000 entsandten Kampftruppen.
Im August 2021 wurde die Stadt durch die Taliban eingenommen.